# Musculation au poids du corps
 (avril 2020).
La musculation au poids du corps, musculation sans matériel ou musculation sans charges est une forme de musculation qui exploite le poids du corps pour solliciter les muscles, et non des masses externes ou des machines. Elle fait travailler des groupes de muscles en synergie, plutôt que tel ou tel muscle isolément.
Les méthodes sans charges présentent l'avantage de pouvoir être réalisées avec très peu de matériel et donc de pouvoir être pratiquées dans beaucoup de lieux et diverses circonstances.

## Principes
Les principes de base d'un entraînement de musculation sans charges sont les mêmes que ceux d'un entraînement de musculation traditionnel, à une différence près. Lors d'un entraînement de musculation sans charges, les muscles sont sollicités en groupes et les masses soulevées sont réparties entre les muscles. Les sollicitations sont donc localement moins importantes, et l'exécutant aura à cœur de privilégier un nombre important de répétitions et des temps de repos courts entre les séries, et ceci afin de parvenir à fatiguer les muscles lors de l'entraînement malgré les sollicitations moindres.

## Exercices de base

### Haut du corps
Il existe beaucoup d'exercices permettant de faire travailler le buste et les bras sans matériel, parmi lesquels quelques grands classiques détaillés ci-dessous.

#### Les pompes

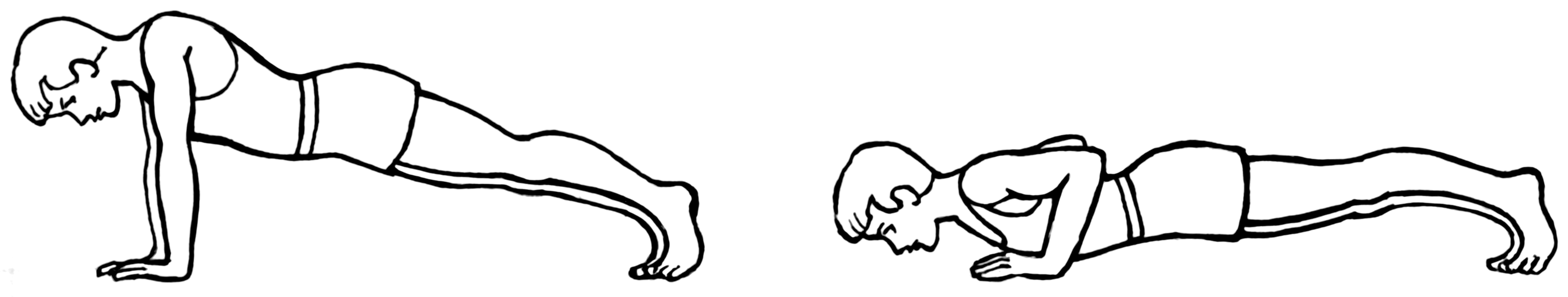
Position pour réaliser l'exercice des pompes.

Les pompes sollicitent principalement les pectoraux, les triceps et les épaules, et dans une moindre mesure les abdominaux. Elles s'effectuent face au sol, en appui sur les mains et les pieds. Les mains sont écartées d'une à deux fois la largeur des épaules, et les pieds d'une dizaine de centimètres. Il est important pour éviter tout risque de blessure de garder la colonne vertébrale bien droite, ce qui implique de regarder le sol (cf. schéma) et de prendre garde à ne pas cambrer le dos, particulièrement quand l'exercice devient difficile.
Il faut descendre en appui sur les bras jusqu'à ce que le nez ou la poitrine frôle le sol. L'inspiration se fait pendant la phase excentrique (descente) et l'expiration pendant la phase concentrique (remontée).

#### Les tractions

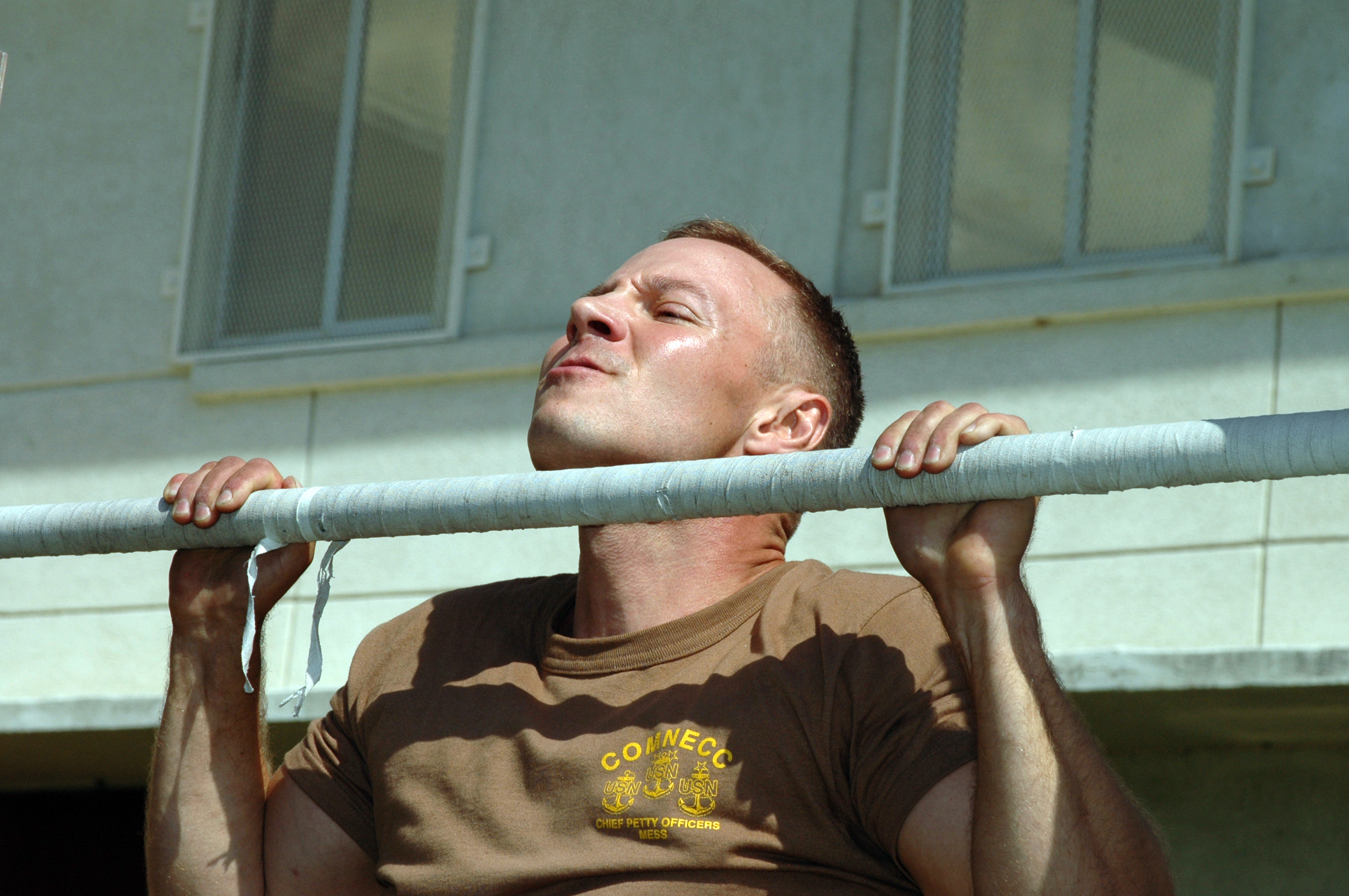
L'exercice des tractions est fréquemment utilisé dans les armées ou chez les pompiers.

Les tractions sollicitent principalement les biceps et les muscles du dos (différents selon l'écartement des bras sur la barre). L'exercice peut être effectué de deux manières : avec les mains en pronation (paumes tournées vers l'avant, exercice plus difficile) ou en supination (paumes tournées vers l'arrière, exercice plus facile). Les mains doivent être écartées de une à deux fois la largeur des épaules sur la barre. L'exercice consiste à se hisser à la force des bras jusqu'à ce que le menton arrive au niveau de la barre. Pour éviter les blessures aux coudes, il ne faut pas descendre jusqu'à avoir les bras tendus. Il faut inspirer pendant la phase excentrique (la descente) et expirer pendant la phase concentrique (la montée). Il est important d'expirer durant l'effort afin de ne pas endommager les organes vitaux. En effet, lors de l'effort, on contracte les abdominaux et cela peut être néfaste pour les organes à cause d'une trop grosse pression sur ceux-ci lorsque les poumons sont remplis d'air.

#### Dips aux barres parallèles, 1 main par barre

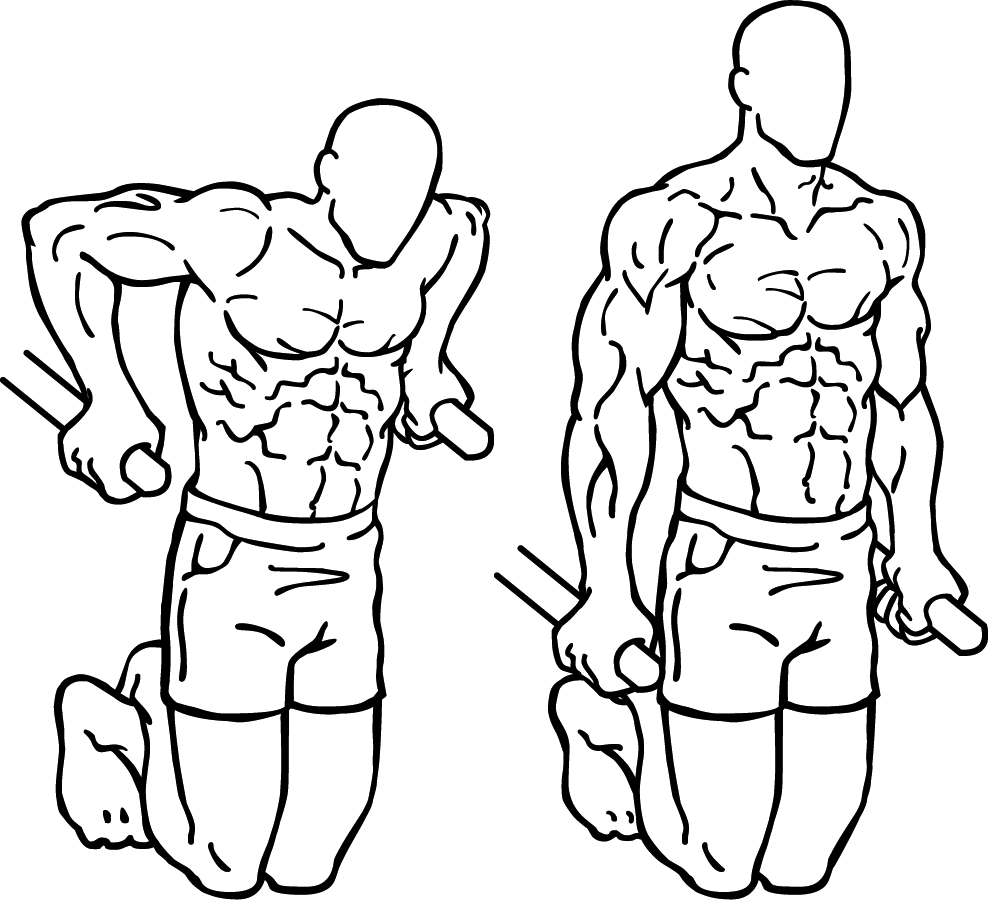
Exécution de dips sur barres parallèles.

Les dips sollicitent les pectoraux, les épaules et les triceps. Il est important de garder les jambes relevées en arrière (on peut les croiser) pour éviter les mouvements de balancier qui perturbent le bon déroulement de l'exercice. Attention à ne pas descendre trop bas pour éviter les blessures aux épaules : il faut interrompre la descente dès qu'une douleur dans les épaules se fait ressentir. L'inspiration se fait pendant la phase excentrique (descente), l'expiration pendant la phase concentrique (montée).

#### Dips aux barres parallèles, pieds sur la barre
Il s'agit d'une variante de l'exercice précédent qui nécessite d'avoir deux barres parallèles plus éloignées. Cet exercice sollicite triceps et pectoraux. L'exercice peut aussi être exécuté entre deux chaises. Il faut saisir l'une des barres avec les deux mains en pronation, la barre étant placée légèrement en arrière du corps. Les pieds sont posés sur la seconde barre de manière à avoir le buste dans le vide. Puis l'exécutant descend son corps vers le bas et remonte en position initiale à la seule force des triceps. Pour éviter les blessures aux épaules, il ne faut pas descendre trop bas. L'inspiration se fait en phase excentrique (descente) et l'expiration en phase concentrique (montée).

#### Dips à l'aide d'une chaise
Il est également possible de réaliser des dips avec une chaise. Pour cela, il faut s'asseoir sur une chaise et placer ses mains sur le rebord avant, dans l'alignement des épaules. Ensuite il faut tendre les jambes et avancer le fessier au-dessus du vide, les talons en contact avec le sol. L'exercice consiste ensuite à descendre doucement le fessier jusqu'à ce que la partie haute des bras soit parallèle au sol puis à revenir à la position initiale.

#### Le crunch
Le crunch sollicite la partie supérieure du grand droit de l'abdomen. Son efficacité est conditionnée par la bonne exécution de l'exercice : il ne s'agit pas d'un exercice de relevé de buste et l'amplitude de travail est faible. L'exercice consiste à se recroqueviller en expirant, de manière à contracter la partie supérieure des abdominaux. Il ne faut pas aller au-delà du décollement des épaules. Les mains doivent être posées sur les tempes ou les bras croisés sur la poitrine pour éviter de tirer sur la tête lors de l'exécution, et éviter ainsi les risques de blessures aux cervicales. L'expiration se fait en phase concentrique (en se recroquevillant) pour forcer la contraction des abdominaux, l'inspiration en phase excentrique (à la relâche).

### Bas du corps
De même, il existe beaucoup d'exercices permettant de faire travailler le bas du corps sans matériel, parmi lesquels quelques grands classiques détaillés ci-dessous.

#### Les sauts en extension
Cet exercice sollicite les cuisses et les mollets. Il s'agit de sauter en étendant son corps au maximum (bras tendus au-dessus de la tête, jambes tendues) et d'amortir la réception en fléchissant les jambes au maximum. Il ne faut pas laisser de temps de repos entre les répétitions, et bondir à nouveau immédiatement à la fin de la réception. L'inspiration se fait en phase excentrique (saut) et l'expiration en phase concentrique (réception).

#### Les flexions
Cet exercice sollicite les cuisses et les fessiers. La position de départ est debout et il faut fléchir les jambes au maximum en "s'asseyant" tout en gardant les pieds posés à plat sur le sol. L'exécutant veillera à ne pas descendre sur la pointe des pieds pour conserver l'efficacité de l'exercice. L'inspiration se fait en phase excentrique (descente) et l'expiration en phase concentrique (montée).

#### La chaise
Cet exercice sollicite les cuisses et les mollets. Il s'agit de se placer le dos en appui contre un mur, cuisses parallèles au sol comme si l'exécutant était assis sur une chaise. Il faut maintenir cette position le plus longtemps possible, en gardant le dos bien à plat contre le mur et les cuisses bien parallèles au sol.

#### Les fentes
Cet exercice sollicite un grand nombre de muscles de la jambe, principalement quadriceps et fessiers, mais aussi le bas du dos. Considéré comme un exercice facile, il est pourtant l'un des plus efficaces pour muscler le bas du corps. Il consiste à faire un mouvement de flexion à une jambe vers l'avant, puis de remonter en poussant avec la cuisse pour revenir à la position initiale. On peut au choix alterner jambes droite / jambe gauche, ou l'une après l'autre. L'exécutant doit veiller à garder le buste bien droit durant toute l'exécution.

## Autres exercices

### Haut du corps
D'autres exercices moins connus et souvent issus de la gymnastique permettent de travailler le haut du corps.

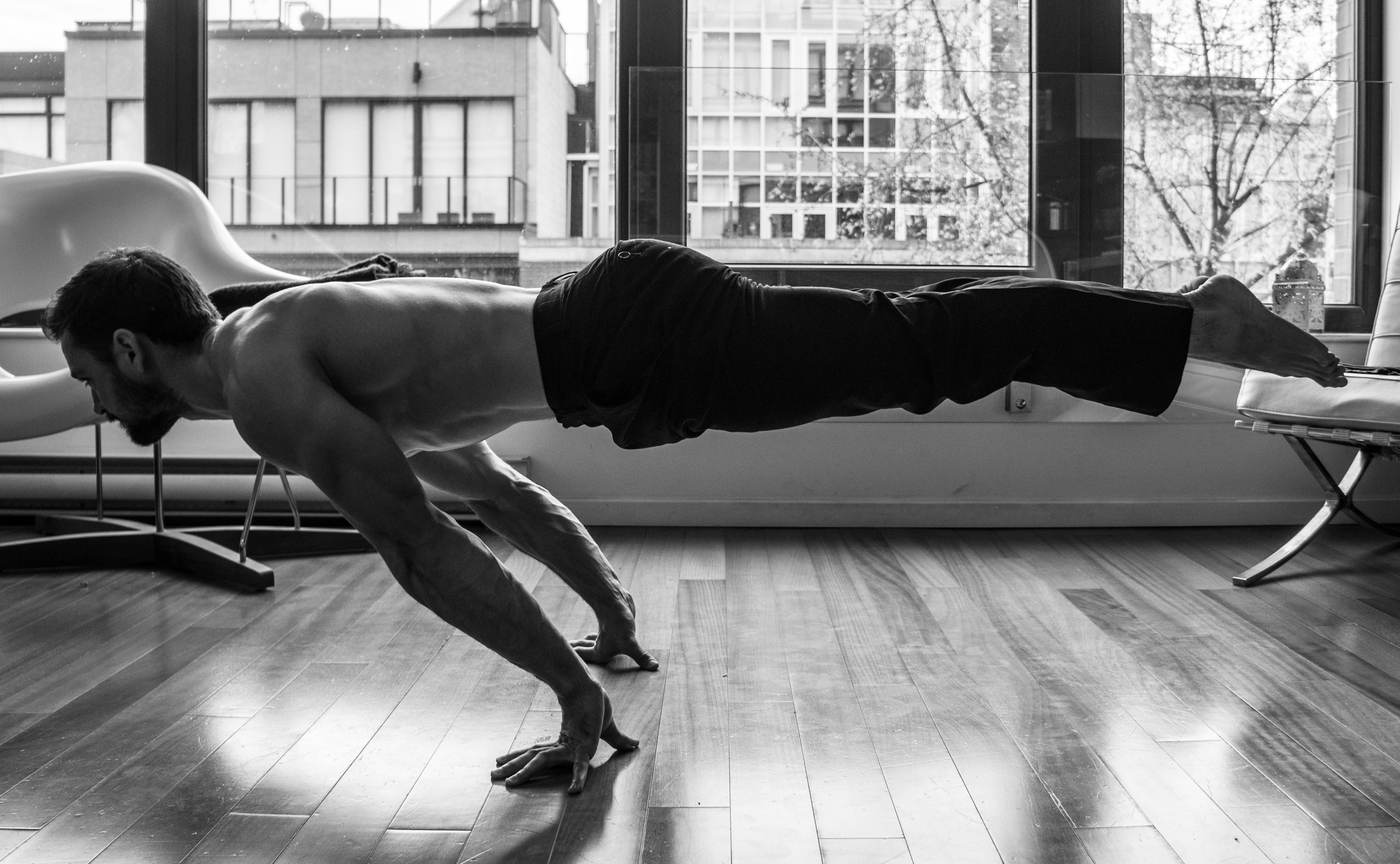
exemple de planche (complete)
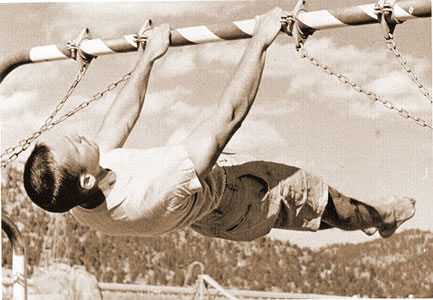
exemple de Front Lever
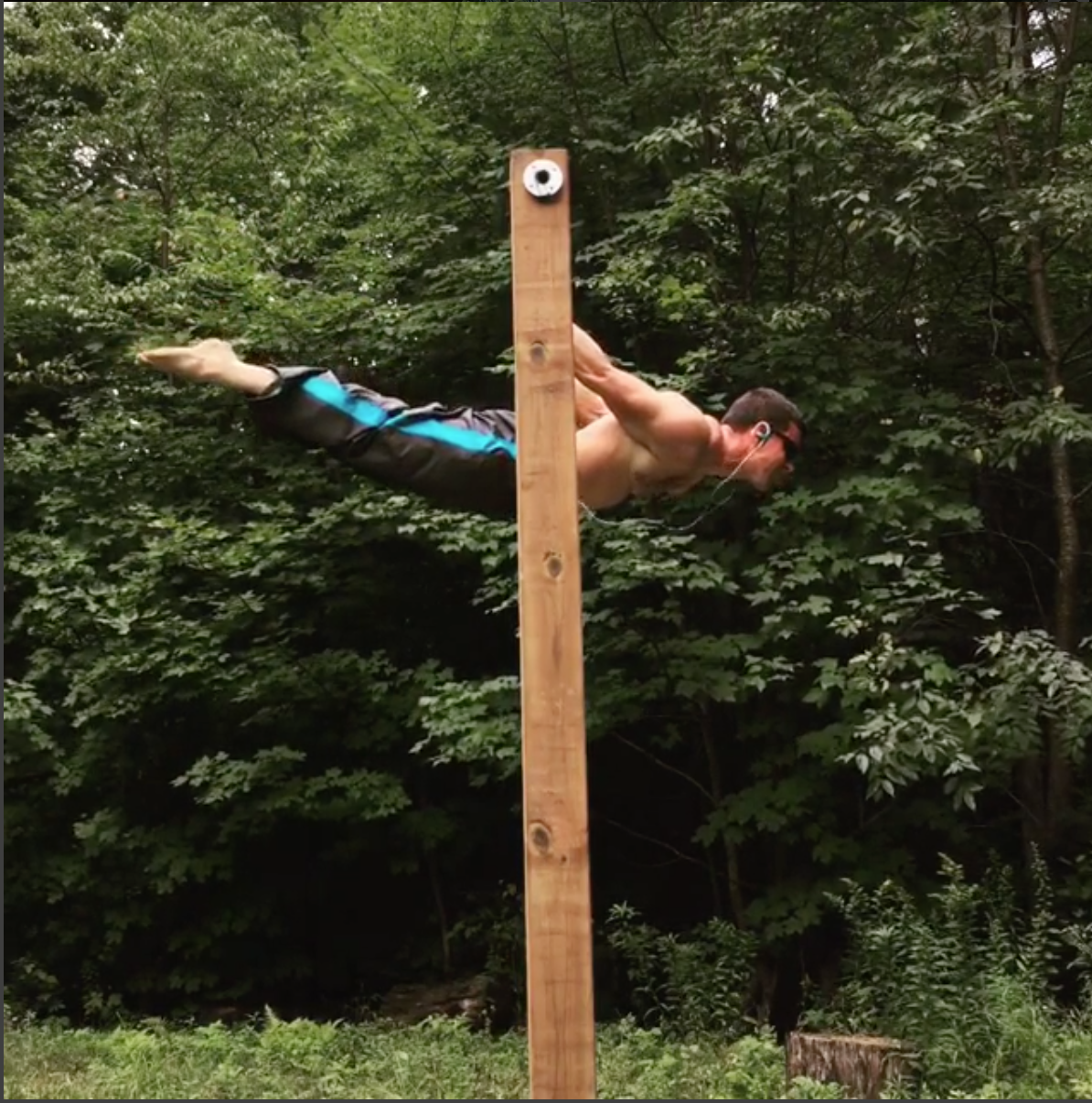
exemple de back lever
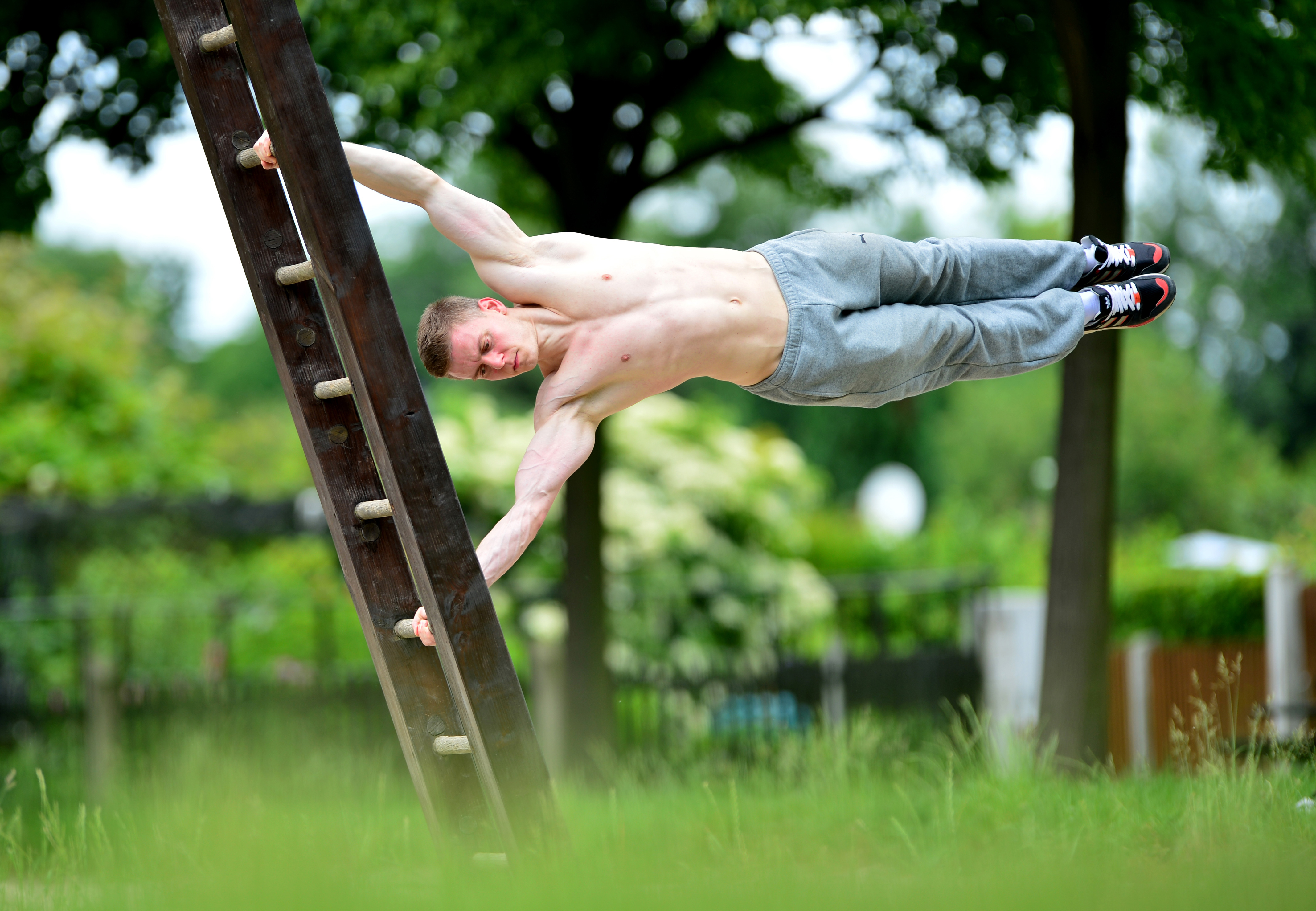
exemple de L'homme drapeau
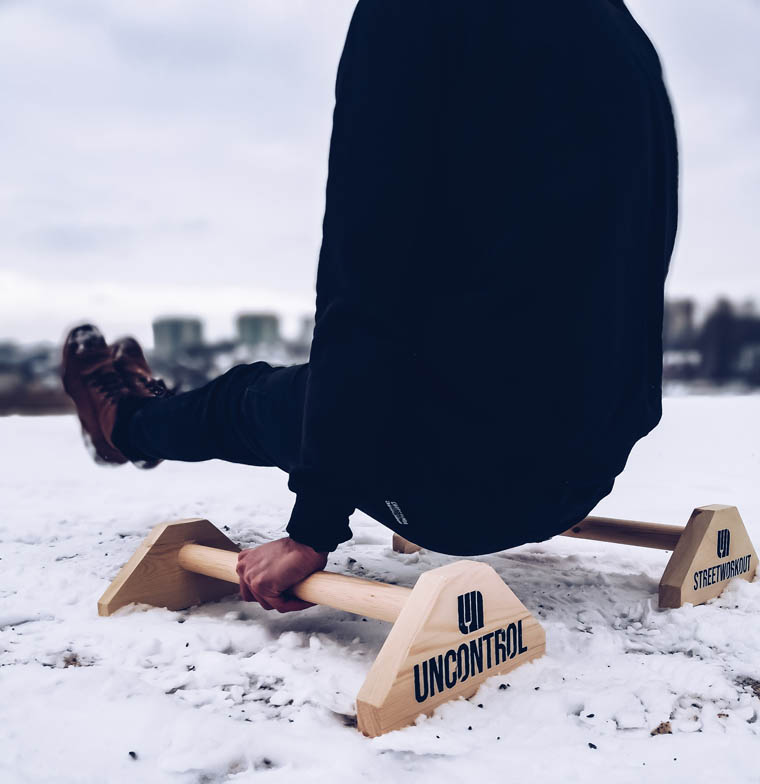
exemple de L-sit

#### La planche
Cet exercice sollicite la plupart des muscles du haut du corps. Il s'agit de maintenir son corps entièrement étendu parallèle au sol sans que les jambes touchent ce dernier. Maintenir cette position requiert une grande force. Il existe des variantes permettant de simplifier l'exercice : la frog stand (les jambes sont contre les bras), la tuck planche (les jambes sont alors pliées et ne touchent plus les bras), l'advanced tuck planche (le dos est plus droit et les jambes sont un peu plus hautes) et la straddle planche (les deux jambes sont alors étendues mais écartées les unes des autres). Des pompes peuvent être réalisées en position de planche.

#### Le front lever
Cet exercice sollicite les abdominaux et les muscles du dos. Une bonne capacité de gainage est nécessaire pour maintenir la position. Le corps doit être maintenu avec l'avant du corps vers le haut en position horizontale et parallèle au sol avec les bras tendus accrochés à une barre ou à des anneaux. Il existe des variantes permettant de simplifier l'exercice : le tuck front lever (les jambes sont alors pliées), le one leg front lever (une seule jambe est étendue) et le straddle front lever (les deux jambes sont alors étendues mais écartées les unes des autres). Des tractions peuvent être réalisées en position de front lever.

#### Le back lever
Cet exercice sollicite les pectoraux et les épaules. Une bonne capacité de gainage est nécessaire pour maintenir la position, où l'arrière du corps est vers le haut en position horizontale et parallèle au sol avec les bras tendus accrochés à une barre ou à des anneaux. Il existe des variantes permettant de simplifier l'exercice : le tuck back lever (les jambes sont alors pliées), le one leg back lever (une seule jambe est étendue) et le straddle back lever (les deux jambes sont alors étendues mais écartées les unes des autres). Des tractions peuvent être réalisées en position de back lever.

#### L'homme drapeau
Cet exercice sollicite les abdominaux (principalement les obliques), les muscles du dos et les épaules. C'est un exercice dangereux à réaliser avec prudence. Une bonne capacité de gainage est nécessaire pour maintenir la position, il faut saisir un objet vertical, comme un poteau, avec les deux mains, paumes en pronation. Il s'agit de soulever le corps entier dans une position parallèle au sol, le bras placé en haut tire le corps et le bras du bas le pousse. Des tractions peuvent être réalisées en réalisant l'homme drapeau.

#### Le L-sit
Cet exercice sollicite les abdominaux et les muscles fléchisseurs de la hanche comme le ilio-psoas. Il nécessite une bonne souplesse. La personne va s'asseoir dans une position de L avec les jambes droites et parallèles au sol et la partie supérieure du corps perpendiculaire au sol. Les mains sont placées à côté des fessiers et il s'agit de soulever son corps du sol en maintenant la position. Les jambes doivent rester parallèles au sol. Il est possible d'intensifier la difficulté de l'exercice en montant les jambes vers le buste de sorte que le corps forme un V, il s'agit du V-sit qui requiert davantage de souplesse et de bons abdominaux pour maintenir la position.

#### Le handstand ou poirier
Cet exercice sollicite grandement les épaules ainsi qu'un gainage global des abdominaux ainsi que du bas du dos. Il consiste à se tenir debout sur mains en position droite perpendiculairement au sol. Il nécessite un très bon sens de l'équilibre est est un bon prérequis pour tous les exercices cités précédemment. Il existe de nombreuses variantes comme le scorpion ou le one-arm handstand. Il est possible d'exercer des pompes durant l'exercice.